# Castillejo de Mesleón
Castillejo de Mesleón település Spanyolországban, Segovia tartományban. Castillejo de Mesleón Cerezo de Arriba, Sotillo, Barbolla és Boceguillas községekkel határos. Lakosainak száma 110 fő (2024).

## Népesség
A település népessége az elmúlt években az alábbi módon változott:
| Lakosok száma | 120  | 146  | 159  | 170  | 144  | 150  | 135  | 136  | 117  | 110  |
|               | 2001 | 2004 | 2007 | 2009 | 2012 | 2014 | 2017 | 2019 | 2022 | 2024 |